# Poeciliopsis sonoriensis
El guatopote de Sonora (Poeciliopsis sonoriensis) es una especie de pez actinopeterigio de agua dulce, de la familia de los poecílidos.

## Distribución y hábitat
Se distribuye por ríos y aguas estancadas del estado de Sonora, en México. Son peces de agua dulce tropical, de comportamiento bentopelágico.